# Colombre Band
A Colombre Band 2007-ben alakult magyar zenekar, létrehozója a dalszerző-énekes Váray László. Nem egyetlen, jól kategorizálható zenei stílusban mozognak, a legfontosabb hatások a blues, folk, progrock. Sűrűre írt, csípős humorú szövegeik meghatározóak. Megalakulásuk után pár hónappal indultak koncertjeik, eddig három lemezük jelent meg. Koncertjeiken vendég volt többek között Tátrai Tibor, Ferenczi György, Török Ádám, Gryllus Dániel, Trócsányi Gergely (Hollywoodoo). Nevüket egy Dino Buzzati-novellából, a Colombre címűből kölcsönözték.

## A zenekar tagjai
- Váray László - ének, gitár
- Almann Gergő - billentyűk
- Gyergyádesz Péter - basszusgitár
- Tarjányi Dávid - dobok

## Lemezek
- Tánc az ördöggel (2010) Gryllus Kiadó - közreműködők: Ferenczi György és a Rackajam
- Húsevő (2013) Gryllus Kiadó
- Hívogató - EP (2014) Soundcloud
- Ember vagyok - Audio-szelfi (2016) Gryllus Kiadó

## Díjak
- Húsevő című dal videóklipjének forgatókönyve: Váray László-Cseh Róbert
- 2013. Pannonfíling Filmfesztivál - különdíj
- 2014. Savaria Filmszemle – különdíj
- Hacacáré című dal videóklipje: Cseh Róbert
- 2016. Pannonfíling Filmfesztivál - közönségdíj
- Hívogató című ballada „Legirodalmibb dalok 2014-ben” - válogatás
- Hívogató című ballada „2014 legjobb magyar dalai” – válogatás